# Équipe cycliste Omidnia
L'équipe cycliste Omidnia est une équipe cycliste iranienne, ayant le statut d'équipe continentale.

## Classements UCI
L'équipe participe aux épreuves des circuits continentaux et en particulier de l'UCI Asia Tour. Les tableaux ci-dessous présentent les classements de l'équipe sur les différents circuits, ainsi que son meilleur coureur au classement individuel.
UCI Asia Tour
| UCI Asia Tour | UCI Asia Tour          | UCI Asia Tour                             | UCI Asia Tour |
| Année         | Classement par équipes | Meilleur coureur au classement individuel |               |
| ------------- | ---------------------- | ----------------------------------------- | ------------- |
| 2022          | 28e                    | Saeid Safarzadeh (25e)                    |               |
|               |                        |                                           |               |
| Source : UCI  |                        |                                           |               |

UCI Europe Tour
| UCI Europe Tour | UCI Europe Tour        | UCI Europe Tour                           | UCI Europe Tour |
| Année           | Classement par équipes | Meilleur coureur au classement individuel |                 |
| --------------- | ---------------------- | ----------------------------------------- | --------------- |
| 2022            | -                      | Abdülkadir Kelleci (1535e)                |                 |
|                 |                        |                                           |                 |
| Source : UCI    |                        |                                           |                 |

L'équipe est également classée au Classement mondial UCI qui prend en compte toutes les épreuves UCI et concerne toutes les équipes UCI.
| Classement mondial | Classement mondial     | Classement mondial                        | Classement mondial |
| Année              | Classement par équipes | Meilleur coureur au classement individuel |                    |
| ------------------ | ---------------------- | ----------------------------------------- | ------------------ |
| 2022               | 170e                   | Saeid Safarzadeh (579e)                   |                    |
|                    |                        |                                           |                    |
| Source : UCI       |                        |                                           |                    |

## Arvich Shargh Omidnia en 2022
| Cycliste                           | Date de naissance | Nationalité | Équipe 2021                         |  |
| ---------------------------------- | ----------------- | ----------- | ----------------------------------- |  |
| Mahdi Aghakashi                    | 27 octobre 2002   | Iran        |                                     |  |
| Ali Asdaghi Garebabaei             | 25 avril 1971     | Iran        |                                     |  |
| Saeed Bagheri Aliabad              | 4 avril 1987      | Iran        |                                     |  |
| Saeed Dargahi                      | 22 mai 1977       | Iran        | Omidnia Mashhad Team (2020)         |  |
| Ramyar Ghavami                     | 24 mars 2002      | Iran        |                                     |  |
| Emteyaz Karimi                     | 21 mars 1987      | Iran        |                                     |  |
| Abdulkadir Kelleci                 | 13 septembre 1986 | Turquie     |                                     |  |
| Morteza Khalesi                    | 16 septembre 1986 | Iran        |                                     |  |
| Navad Kolahi                       |                   | Iran        | Omidnia Mashhad Team (2018)         |  |
| Davood Mohammadabadi               | 9 septembre 2002  | Iran        |                                     |  |
| Amirhossein Mohammadi Roushanavand | 4 octobre 2001    | Iran        | Omidnia Mashhad Team (2020)         |  |
| Ali Nemati Khiavi                  | 23 décembre 1985  | Iran        | Fengsheng Sports DFT Team (2019)    |  |
| Ahmad Noormohammadi Baygi          | 27 octobre 1973   | Iran        | Omidnia Mashhad Team (2020)         |  |
| Messoud Poor Hemati                | 12 décembre 1980  | Iran        | Omidnia Mashhad Team (2020)         |  |
| Mohsen Rahmani Beyragh             | 7 mars 1989       | Iran        | Foolad Mobarakeh Sepahan (2019)     |  |
| Meysam Rezaei Layeh                | 25 septembre 1990 | Iran        |                                     |  |
| Morteza Rezvani                    | 5 mars 1990       | Iran        | Omidnia Mashhad Team (2019)         |  |
| Mahdi Rouzbahaneh                  | 24 avril 1974     | Iran        | Omidnia Mashhad Team (2020)         |  |
| Saeid Safarzadeh                   | 21 septembre 1985 | Iran        | Tianyoude Hotel Cycling Team (2020) |  |
| Seyed Mohammadmoein Salimi         | 21 avril 1998     | Iran        | Omidnia Mashhad Team (2020)         |  |
| Hasan Seyfollahifard               | 5 mai 1993        | Iran        | Azad University Team (2022)         |  |